# Notfalltüröffnung
Unter einer Notfalltüröffnung versteht man das gewaltsame Eindringen in einen verschlossenen Raum auf Grund einer Notfallsituation. Solch eine Notfallsituation kann einerseits durch Personen in Notlagen erforderlich, aber auch durch andere Umstände (z. B. einen Brand) gerechtfertigt sein.
Werden in dem Wohnraum hilflose Personen bzw. Personen in Notlage vermutet, so spricht man in der Regel auch von einer Türöffnung mit Unfallverdacht.
Ziel dieser Notfalltüröffnung ist es, den Rettungskräften Zugang zu verschaffen und der hilflosen Person Hilfe zukommen zu lassen. Meistens sind diese Notfalltüröffnungen nach Unfällen, akuten Erkrankungen oder Suizid(versuch)en erforderlich und werden von Polizei, Rettungsdienst oder Angehörigen angefordert. Bevor die Tür durch die Feuerwehr geöffnet werden darf, müssen Indizien für einen Unglücksfall vorliegen. Diese können z. B. ein überquellender Briefkasten, ein generell schlechter Allgemeinzustand oder, als sicheres Indiz, Hilferufe aus der Wohnung sein. Erfolgt die Türöffnung jedoch ohne belastbare Indizien auf eine Gefahr, d. h. bei einer Putativgefahr, so ist diese Maßnahme rechtswidrig. Im Falle der Amtshilfe muss die anfordernde Behörde (z. B. Polizei) sich für die Rechtmäßigkeit verantworten.
Eine Notfalltüröffnung liegt auch dann vor, wenn andere Schadenslagen vorliegen: Dies kann ein (entstehender) Brand sein, aber auch ein technisches Gebrechen (z. B. Wasserrohrbruch), der das Eingreifen der Einsatzkräfte erforderlich macht, um größeren Schaden abzuwenden. Unter Notfalltüröffnung fällt meistens auch eine zugefallene Türe, wenn im Wohnraum der Herd eingeschaltet ist oder sich Kleinkinder oder Personen, die einer Aufsicht oder Pflege bedürfen, im Haushalt sind.

## Methoden
Unter Umständen kann ein simples „Eintreten“ der Tür bereits erfolgreich sein. Da allerdings verunfallte Personen direkt hinter der Tür liegen könnten, verzichten die Einsatzkräfte meist auf diese Methode. Wesentlich effektiver ist hier ein hydraulischer Türöffner, mit dem sich viele Türen schnell öffnen lassen. Wenn dieses Gerät bei Feuerwehren nicht vorhanden ist, greift man dort auf andere Hilfsmittel wie Brecheisen, Spreizer, Feuerwehraxt, Hammer, Ramme, Ziehfix, Halligan-Tool oder bei Holztüren auch die Motorsäge zurück.
Manchmal ist der Zugang über einen zweiten Rettungsweg (beispielsweise Fenster oder Balkon) einfacher. Außerdem verursacht man damit eventuell weniger Sach- und auch Personenschäden.
In Fällen stark gesicherter Türen, beispielsweise von Lagerhallen, können auch gröbere Methoden wie Schweißbrenner oder Trennschleifgerät zum Einsatz kommen. Das Rammen mit einem Fahrzeug oder gar die Verwendung von Sprengstoff kommt dagegen normalerweise nur in Filmen vor. Immer müssen das Verhältnis von Aufwand zum Nutzen sowie mögliche Verletzungen zu Rettender berücksichtigt werden. Die Entscheidung wird von dem jeweiligen Einsatzleiter getroffen, dieser trägt auch die Verantwortung.
Anders sieht die Situation bei Schiffen auf See aus. Besteht der Verdacht, dass sich auf einem Schiff Güter befinden, die einem Handelsembargo unterliegen, oder wurde ein Schiff von Piraten gekapert, schaffen Zugangstechniker der Boardingkompanie der Deutschen Marine mittels mechanischer und ballistischer, aber durchaus auch sprengtechnischer Öffnungsverfahren einen Zugang zum Schiff oder zum zu durchsuchenden Behältnis.

## Einfache Türöffnung
Von der Notfalltüröffnung ist die „normale“ oder auch einfache Türöffnung zu unterscheiden, welche in der Regel von einem Schlüsseldienst durchgeführt wird. In seltenen Ausnahmefällen kann diese auch von der Feuerwehr durchgeführt werden, wenn diese dabei nicht in Konkurrenz zu einem Schlüsseldienst tritt.
Die Werkzeuge zur Türöffnung sind meist Türöffnungseisen und Ziehfix, unter Umständen auch Zylinderfräse oder andere, weniger zerstörerische Methoden. Auch hier ist ein Weg durch andere Eingänge (Fenster etc.) eventuell kostengünstiger, zumal keine Notsituation vorliegt. Der Empfehlung des Bundesverbands Metall zufolge sollte der Schlüsseldienst bei dieser sogenannten einfachen Türöffnung nicht mehr als 127 € berechnen.

## Kostenersatz der Feuerwehr
Gegenüber der Notfalltüröffnung ist die einfache Türöffnung durch die Feuerwehr kostenersatzpflichtig. Genauere Hinweise dazu geben die Feuerwehrgesetze, -verordnungen, -satzungen und -gebührensatzungen der Länder, Kreise und Gemeinden.